# Manuel Hilario de Céspedes y García Menocal

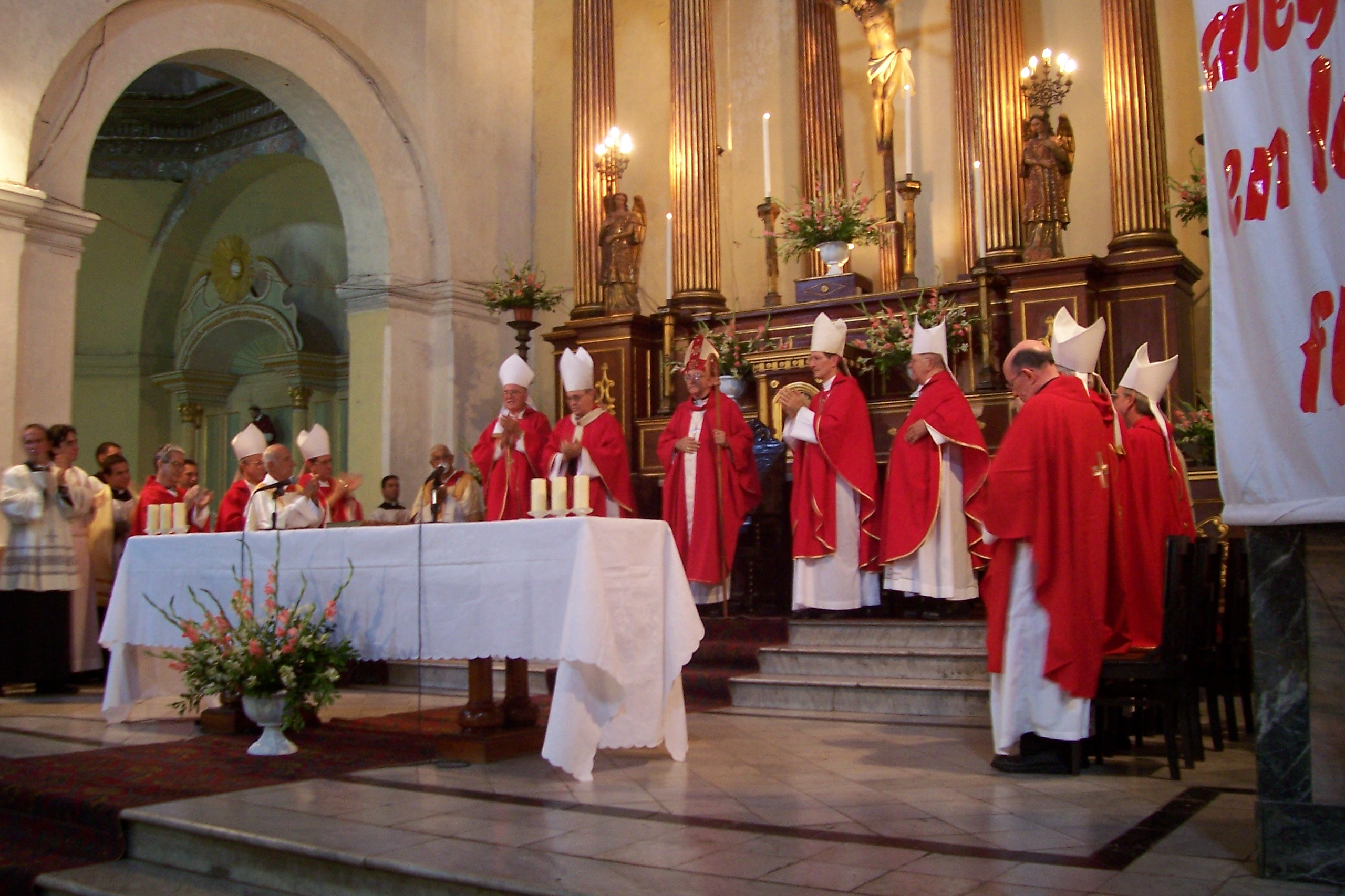
Manuel Hilario de Céspedes (2004; Bildmitte)

Manuel Hilario de Céspedes y García Menocal (* 11. März 1944 in Havanna; † 26. März 2025 in Matanzas) war ein kubanischer Geistlicher und römisch-katholischer Bischof von Matanzas.

## Leben
Manuel Hilario de Céspedes y García Menocal, jüngstes von fünf Geschwistern, emigrierte 1961 mit seiner Familie nach Puerto Rico, wo er Elektrotechnik studierte, bevor er in das Seminar San José in Caracas, Venezuela, eintrat. Er empfing nach seiner theologischen Ausbildung am 21. Mai 1972 die Priesterweihe. 1984 kehrte er nach Kuba zurück und war Pfarrer von Pinar del Río sowie in Las Minas de Matahambre und Santa Lucía. Er gründete später die Pfarrei San Francisco von Assisi im Reparto Hermanos Cruz. Seit 1986 übernahm er auch die Aufgabe des Pfarrverwalters der Kirche Nuestra Señora de la Caridad. Er engagierte sich bei dem historischen Nationalen Kirchlichen Treffen Kubas (ENEC) von 1986. Zudem war er Berater der katholischen Zeitschrift Vitral und in der Jugendpastoral sowie Kanzler der Diözesankurie.
Papst Benedikt XVI. ernannte ihn am 7. Mai 2005 zum Bischof von Matanzas. Die Bischofsweihe spendete ihm der Bischof von Pinar del Río, José Siro González Bacallao, am 4. Juni desselben Jahres; Mitkonsekratoren waren Pedro Claro Meurice Estiu, Erzbischof von Santiago de Cuba, und Jaime Lucas Kardinal Ortega y Alamino, Erzbischof von San Cristóbal de la Habana. Die Amtseinführung im Bistum Matanzas fand eine Woche darauf statt.
Papst Franziskus nahm am 22. März 2022 seinen altersbedingten Rücktritt an.
Der römisch-katholische Priester, Theologe und Schriftsteller Carlos Manuel de Céspedes García-Menocal war sein älterer Bruder. Beide sind Ur-Ur-Enkel des Freiheitskämpfers im Ersten Unabhängigkeitskrieg und Begründers der kubanischen Nation, Carlos Manuel de Céspedes. Der dritte Staatspräsident Kubas, Mario García Menocal, war sein Großonkel.